# Vancouver Symphony Orchestra
La Vancouver Symphony Orchestra (VSO) è un'orchestra canadese con sede a Vancouver, Columbia Britannica. La VSO si esibisce all'Orpheum, che è stato sede permanente dell'orchestra dal 1977. Con un budget operativo annuale di $ 13,5 milioni è la terza più grande orchestra sinfonica in Canada e la più grande organizzazione di spettacoli nel Canada occidentale. Esegue 140 concerti a stagione. La VSO trasmette annualmente sulla Canadian Broadcasting Corporation. Nel 2008, la registrazione della VSO dei concerto per violino di Korngold, Barber e Walton, con il violinista canadese James Ehnes ha vinto un Grammy Award per la Miglior Prestazione Strumentale Solista con Orchestra, e un Juno Award per l'Album Classico dell'Anno.

## Storia
La VSO è stata fondata dalla Società Sinfonica di Vancouver nel 1919, in gran parte grazie agli sforzi della benefattrice delle arti Elisabeth (Mrs B.T.) Rogers. Un precedente orchestra estraneo aveva operato sotto il nome di "Vancouver Symphony Orchestra", che era stata costituita nel 1897 da Adolf Gregory ed durò per una sola stagione. Il primo direttore della corrente VSO fu Henry Green, con F.L. Beecher come suo presidente e Rogers come suo vice-presidente. L'orchestra si esibì per due stagioni prima di avere tensioni finanziarie e la scomparsa di Green costrinse l'orchestra a sospendere l'attività nel 1921. Le sue prestazioni ripreso nel 1930.
Le esibizioni si svolsero presso il Georgia Auditorium dal 1940 fino al 1959, quando l'Orchestra si trasferì per le sue prestazioni al nuovo Teatro Queen Elizabeth.
La VSO è stata anche l'orchestra della società della Vancouver Opera nel corso del 1960 e 1970, fino alla creazione della distinta Orchestra dell'Opera di Vancouver nel 1977. Durante la fine degli anni 1960 e 1970, l'orchestra comparve spesso in concerti congiunti con il Quintetto dei fiati di Vancouver.
Nel 1979-1980, la VSO aveva il più grande elenco di abbonati di qualsiasi altra orchestra sinfonica nel Nord America. Tuttavia, a dispetto di un contratto discografico con la CBC, una rivista trimestrale ed un programma di tour ambizioso, la VSO cominciò a incontrare difficoltà finanziarie. Nel 1988, la VSO è stata costretta a chiudere per cinque mesi per riorganizzarsi e affrontare un deficit di $ 2,3 milioni. Con l'intervento finanziario locale, ed una concessione federale di $ 500,000 la VSO iniziò a ricostruire, concentrando di più l'attenzione sulle opere popolari e le collaborazioni con gli artisti contemporanei. A tal fine, la VSO ha continuamente nominato un compositore residente dal 1996.
Dal 2000, il direttore musicale della VSO è Bramwell Tovey. Il suo contratto iniziale fu esteso nel dicembre 2004 fino alla stagione 2009-2010 e ulteriormente esteso nel gennaio 2010 per tutta la stagione 2014-2015. Nel novembre 2013, la VSO ha annunciato l'ulteriore estensione del contratto di Tovey per tutta la stagione 2017-2018 e la conclusione programmata della sua direzione musicale della VSO a quell'epoca. Per Tovey è previsto il titolo di direttore musicale emerito della VSO nella stagione 2018-2019, la stagione del centenario della VSO. La VSO e Tovey hanno vinto il Grammy Award 2008 per il Best Instrumental Soloist Performance (con orchestra), per la loro registrazione dei Concerti per violino di Korngold, Barber e Walton, con il violinista canadese James Ehnes. La registrazione ha vinto un Juno Award 2008 per il Classical Album of the Year (grande ensemble).
Il Direttore laureato della VSO è Kazuyoshi Akiyama, che è stato direttore musicale dal 1972 al 1985. Affiliata con l'orchestra, la VSO ha lanciato la Scuola di Musica della VSO il 6 settembre 2011. Concerti di musica da Camera della VSO hanno luogo presso la Sala Pyatt, nel campus  della Scuola di Musica della VSO.

## Direttori musicali
- Allard de Ridder (1930–1941)
- Jacques Singer (1947–1950)
- Irwin Hoffman (1952–1963)
- Meredith Davies (1964–1970)
- Kazuyoshi Akiyama (1972–1985)
- Rudolf Barshai (1985-1988)[5]
- Sergiu Comissiona (1991–2000)
- Bramwell Tovey (2000–present)

## Compositori residenti
- Rodney Sharman (1997–2000)
- Jeffrey Ryan (2000–2007)
- Scott Good (2008–2011)
- Edward Top (2011–2014)
- Jocelyn Morlock (2014–ad oggi)

## Presidenti e direttori
- Victor White (1963–1972)
- Michael Allerton (1972–1985) (direttore d'orchestra)
- John Smith (1985–1986) (direttore generale ad interim)
- Ed Oscapella (1986–1989)
- Diane Hoar (1989–1992)
- Graeme Page (1992–1993)
- Howard Jang (1993–1995)
- Ron Dumouchelle (1995–2000)
- Jeff Alexander (2000–2015)
- Kelly Tweeddale (2015–oggi)

## Registrazioni
- Open Heart Symphony, un album dal vivo registrato dalla VSO in collaborazione con la band folk rock Spirit of the West.
- Jann Arden Live with the Vancouver Symphony Orchestra, un album dal vivo registrato in collaborazione con la cantante pop Jann Arden.
- Barber, Korngold, Walton, Concerti per violino, Solista James Ehnes, l'Orchestra Sinfonica di Vancouver, Bramwell Tovey, Vincitore Grammy Award del 2008, Vincitore Juno Award del 2008.